# Чорари (Горж)
Чорари (рум. Ciorari) насеље је у Румунији у округу Горж у општини Стоина. Oпштина се налази на надморској висини од 195 m.

## Становништво
Према подацима из 2002. године у насељу је живело 390 становника, од којих су сви румунске националности.